# Хара, Тюити
Тюити Хара (яп. 原 忠一 Хара Тю:ити, 15 марта 1889, Мацуэ — 17 февраля 1964) — вице-адмирал Японского императорского флота во время Второй мировой войны. Командовал 5-й дивизией авианосцев в сражении в Коралловом море.

## Биография
Хара родился в городе Мацуэ (префектура Симанэ). Он окончил Военную академию Императорского флота в составе 39 выпуска, был 85-м в рейтинге успеваемости своего класса из 149 кадетов. Как мичман, он служил на крейсере Асо и линейном крейсере Ибуки (класс Ибуки). После повышения до младшего лейтенанта переведён на линкор Сэтцу, а затем — на бронепалубный крейсер Акаси.
Среди друзей получил прозвище «Кинг-Конг» за высокий рост и полноту.
Окончив торпедное и артиллерийское училища, Хара получил звание лейтенанта и был переведён последовательно на эскадренный миноносец Асакадзэ, броненосный крейсер Якумо, линкор Конго, где служил во время Первой мировой войны, однако в сражениях не участвовал.
После окончания войны Хара вернулся в училище на 1918—1919 годы для более глубокого изучения торпедного вооружения, а затем служил командиром минно-торпедной боевой части на эсминцах Хакадзэ (1921), Юкадзэ и крейсере Ои (1922).
Тюити посещал Военную академию Императорского флота в 1923—1924 годах, после чего, в 1929 году, был повышен до капитана 3-го ранга. В декабре 1926 года Хара получил командование над эсминцем Цуга (яп. 栂) (тип «Моми»). В начале 30-х Хара служил инструктором в нескольких флотских училищах. В 1932 году Хара получил командование над канонерской лодкой Атака, а 15 ноября 1933 года получил звание капитана. В течение следующего года Хара стал военно-морским атташе в японском посольстве Вашингтона. По возвращении в Японию принял командование над крейсером Тацута, в дальнейшем поднимаясь по карьерной лестнице в Императорском флоте, пока не получил звание контр-адмирала 15 ноября 1939 года.

## Во Второй мировой войне
25 августа 1941 года был назначен командиром новосформированной 5-й дивизии авианосцев. Под его командованием находились два новых авианосца — Сёкаку и Дзуйкаку. Принимал участие в атаке на Пёрл-Харбор
В сражении в Коралловом море 5-я дивизия авианосцев была сильно потрёпана: в Сёкаку попало несколько бомб, а на Дзуйкаку было потеряно значительное число самолётов палубной авиации. В результате оба авианосца вышли из строя на несколько месяцев и не смогли принять участие в битве за атолл Мидуэй. Харе было передано командование 8-й дивизией крейсеров, в которую входили тяжёлые крейсера Тонэ и Тикума, а также эсминцы их поддержки. Дивизия участвовала в сражениях у Соломоновых островов и островов Санта-Крус.
После того, как американские авианосцы атаковали в 1944 году японскую базу на островах Трук, Хара заменил адмирала Масами Кобаяси в качестве командующего 4-м флотом, хотя на самом деле он командовал базой на острове Трук, которая не имела ни одного боевого судна. Адмирал Хара находился на Труке без подкреплений и свежих припасов вплоть до капитуляции Японии 2 сентября 1945 года.
После окончания войны Хара был арестован, обвинён в военных преступлениях и направлен в тюрьму Сугамо в Токио, после чего — на военный трибунал на острове Гуам. Трибунал признал его и ещё нескольких офицеров виновными в невыполнении обязательств, связанных с нарушениями международных правил ведения войны, которые допустили его подчинённые (он приказал казнить американских лётчиков, захваченных в рейде на Трук; так как Хара являлся командиром атолла, то был самым высокопоставленным офицером Трука). Хара был приговорён к шести годам тюрьмы, которые провёл в Сугамо.
Сын Хары, Нобуаки, был выпущен из Академии Императорского флота сразу после окончания войны. 19 апреля 1951 года, когда Тюити Хара был освобождён, Нобуаки забрал отца домой в Токио. Хара решил посвятить остаток жизни обеспечению пенсиями и поддержкой семей японцев, корейцев и тайваньцев, осуждённых за военные преступления. До самой своей смерти в 1964 году Хара работал советником в министерстве юстиции Японии, прожив 74 года.

## Меч Хары

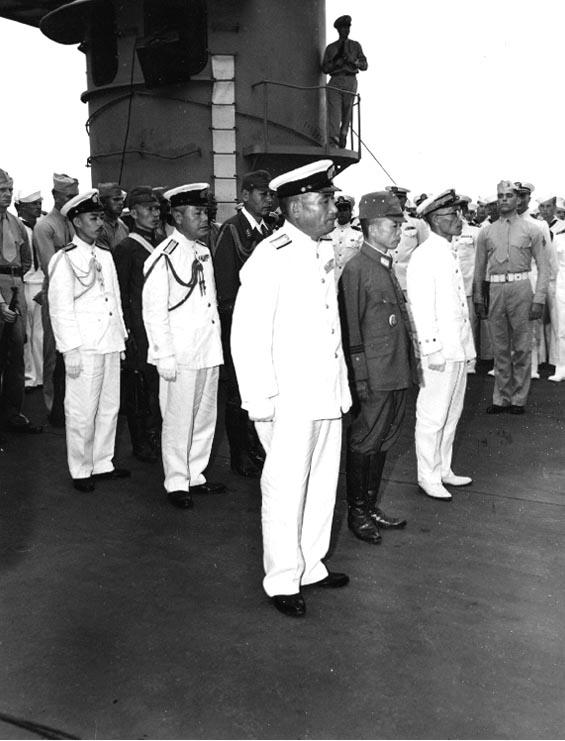
Сдавшийся вице-адмирал Тюити Хара (в центре) на борту корабля USS Portland (CA-33), 2 сентября 1945 года.

Вскоре после капитуляции в августе 1945 года командование сил Союзников объявило об изъятии японских мечей. Часто оружие было массового производства, но некоторые из мечей были антикварными шедеврами, передававшимися из поколения в поколение. Многие отобранные мечи были переданы американским солдатам в качестве сувениров. Хара передал свой фамильный меч американскому вице-адмиралу, командовавшему Марианскими островами, его можно увидеть в экспозиции музея Военно-морской академии США в Аннаполисе. Второй меч Хары получил контр-адмирал Кельвин Дургин после интервьюирования Хары для опроса, устроенного американскими властями.
В 1959 году Хара по дипломатическим каналам запросил вернуть фамильный меч 85-летнего Рютаро Такахаси, президента Ассоциации семей, понёсших утраты, насчитывающей шесть миллионов членов. Меч XV века был одним из наиболее значительных произведений кузнецов провинции Бидзэн. Он был передан сыну Рютаро по имени Хикоя. Хикоя попросил Хару заботиться о мече, пока он сам нёс службу на задании по разминированию. Хикоя не вернулся с задания, и Хара признался, что меч, хранящийся в Академии, принадлежал Такахаси, а меч Хары находится у адмирала Дургина. Ушедший на покой Дургин обратился в музей и передал свой меч туда, а оружие Такахаси было передано потерявшему сына отцу.